# Тарб (округ)
Тарб (фр. Tarbes) — округ (фр. Arrondissement) во Франции, один из округов в регионе Юг-Пиренеи. Департамент округа — Верхние Пиренеи. Супрефектура — Тарб.
Население округа на 2006 год составляло 142 180 человек. Плотность населения составляет 96 чел./км². Площадь округа составляет всего 1488 км².

## Состав округа

### Кантоны
| - Орейан - Бордер-Сюр-л' Эше - Кастельно-Маньоак - Кастельно-Ривьер-Бас - Галан - Лалубер - Мобурге - Осен - Пуйастрюк - Рабастан-де-Бигор - Семеак | - Тарб-1 - Тарб-2 - Тарб-3 - Тарб-4 - Тарб-5 - Турне - Три-сюр-Баиз - Вик-ан-Бигор |